# Pterygotidae
Ne doit pas être confondu avec Pterygotioidea.
Famille
Les Pterygotidae sont une famille éteinte d'euryptides marins ressemblant aux espèces du genre Pterygotus, mais n'ayant ni la même génétique, ni le même système nerveux, organique et musculaires.

## Présentation
Les membres de cette famille étaient carnivores et capturaient leurs proies en embuscade en se cachant sous le sable. Ils se nourrissaient d'autres arthropodes plus petits comme des espèces du genre Brontoscorpio, voire de leurs semblables, ou encore des poissons des genres Ateleaspis ou cephalaspis…

## Liste des genres
Selon GBIF (19 juillet 2023) :
- Acutiramus Ruedemann, 1935
- Ciurcopterus Tetlie & Briggs, 2009
- Erettopterus Salter, 1860
- Jaekelopterus Jaekel, 1914
- Necrogammarus Woodward, 1870

## Classification
Le nom valide de ce taxon est Pterygotidae Clarke & Ruedemann, 1912,.